# Nedim Bajrami
Nedim Bajrami (sinh ngày 28 tháng 2 năm 1999) là một cầu thủ bóng đá chuyên nghiệp thi đấu ở vị trí tiền vệ cho câu lạc bộ bóng đá Sassuolo. Sinh ra và lớn lên ở Thụy Sĩ với cha mẹ là người Albania gốc Tetovo, Bajrami đại diện cho các cấp độ trẻ của Thụy Sĩ rồi đến đội tuyển quốc gia Albania.

## Sự nghiệp quốc tế
Bajrami đại diện cho Thụy Sĩ trong nhiều đội trẻ lên đến cấp độ U21. Anh đã chơi cho đội U17 Thụy Sĩ trong Vòng loại Giải vô địch U17 châu Âu không thành công của họ vào năm 2016 và góp mặt trong tất cả sáu trận đấu của họ. He scored a total of five goals for the under-17 side, including a brace against Montenegro in 2015. Vào ngày 9 tháng 3 năm 2021, huấn luyện viên U-21 Thụy Sĩ Mauro Lustrinelli đã xác nhận rằng Bajrami đã chọn thay đổi lòng trung thành và đại diện cho quốc gia quê hương của mình, Albania.
Vào ngày 17 tháng 3 năm 2021, anh đã nhận được quyền công dân Albania, do đó chỉ cần có sự cho phép của FIFA là đủ điều kiện để chơi cho đội tuyển quốc gia Albania. Anh ấy đã nhận được sự chấp thuận từ Tòa án Trọng tài Thể thao vào ngày 30 tháng 8 năm 2021. Anh ra mắt đội tuyển Albania trong chiến thắng 1–0 tại Vòng loại FIFA World Cup 2022 trước Hungary vào ngày 5 tháng 9 năm 2021, vào sân thay người ở phút thứ 63 thay cho Qazim Laçi. Vào ngày 17 tháng 6 năm 2023, anh ghi bàn thắng đầu tiên cho Albania trong chiến thắng 2–0 tại vòng loại UEFA Euro 2024 trước Moldova.
Vào tháng 6 năm 2024, Bajrami được triệu tập để đại diện cho Albania tại UEFA Euro 2024. Trong trận đấu mở màn vòng bảng với Ý, Bajrami đã ghi bàn thắng nhanh nhất trong lịch sử UEFA Euro khi anh chỉ mất 23 giây để có được bàn thắng.

## Thống kê sự nghiệp

### Câu lạc bộ
Tính đến ngày 12 tháng 5 năm 2024
| Câu lạc bộ       | Mùa giải     | Giải đấu           | Giải đấu | Giải đấu | Cúp quốc gia | Cúp quốc gia | Châu lục | Châu lục | Khác | Khác | Tổng cộng | Tổng cộng |
| Câu lạc bộ       | Mùa giải     | Hạng đấu           | Trận     | Bàn      | Trận         | Bàn          | Trận     | Bàn      | Trận | Bàn  | Trận      | Bàn       |
| ---------------- | ------------ | ------------------ | -------- | -------- | ------------ | ------------ | -------- | -------- | ---- | ---- | --------- | --------- |
| U21 Grasshoppers | 2015–16      | 1. Liga            | 1        | 0        | –            | –            | –        | –        | 0    | 0    | 1         | 0         |
| U21 Grasshoppers | 2016–17      | 1. Liga            | 12       | 4        | –            | –            | –        | –        | 0    | 0    | 12        | 4         |
| U21 Grasshoppers | 2017–18      | 1. Liga            | 1        | 0        | –            | –            | –        | –        | 0    | 0    | 1         | 0         |
| U21 Grasshoppers | Tổng cộng    | Tổng cộng          | 14       | 4        | 0            | 0            | 0        | 0        | 0    | 0    | 14        | 4         |
| Grasshoppers     | 2016–17      | Swiss Super League | 7        | 0        | 0            | 0            | –        | –        | 0    | 0    | 7         | 0         |
| Grasshoppers     | 2017–18      | Swiss Super League | 29       | 3        | 3            | 0            | –        | –        | 0    | 0    | 32        | 3         |
| Grasshoppers     | 2018–19      | Swiss Super League | 33       | 3        | 2            | 0            | –        | –        | 0    | 0    | 35        | 3         |
| Grasshoppers     | 2019–20      | Swiss Super League | 0        | 0        | 0            | 0            | –        | –        | 0    | 0    | 0         | 0         |
| Grasshoppers     | Tổng cộng    | Tổng cộng          | 69       | 6        | 5            | 0            | 0        | 0        | 0    | 0    | 74        | 6         |
| Empoli (mượn)    | 2019–20      | Serie B            | 28       | 5        | 1            | 0            | –        | –        | 1    | 0    | 30        | 5         |
| Empoli           | 2020–21      | Serie B            | 36       | 5        | 3            | 2            | –        | –        | 0    | 0    | 39        | 7         |
| Empoli           | 2021–22      | Serie A            | 35       | 6        | 3            | 3            | –        | –        | –    | –    | 38        | 9         |
| Empoli           | 2022–23      | Serie A            | 19       | 1        | 1            | 0            | –        | –        | –    | –    | 20        | 1         |
| Empoli           | Tổng cộng    | Tổng cộng          | 118      | 17       | 8            | 5            | 0        | 0        | 1    | 0    | 127       | 22        |
| Sassuolo         | 2022–23      | Serie A            | 18       | 1        | 0            | 0            | –        | –        | –    | –    | 18        | 1         |
| Sassuolo         | 2023–24      | Serie A            | 28       | 2        | 3            | 1            | –        | –        | –    | –    | 31        | 3         |
| Sassuolo         | Total        | Total              | 46       | 3        | 3            | 1            | 0        | 0        | 0    | 0    | 49        | 4         |
| Career total     | Career total | Career total       | 247      | 30       | 17           | 6            | 0        | 0        | 1    | 0    | 265       | 36        |

1. ↑  Bao gồm Swiss Cup, Coppa Italia
2. ↑  Appearance in Serie B promotion play-offs

### Quốc tế
Tính đến ngày 24 tháng 6 năm 2024
| Đội tuyển quốc gia | Năm       | Trận | Bàn |
| ------------------ | --------- | ---- | --- |
| Albania            | 2021      | 6    | 0   |
| Albania            | 2022      | 4    | 0   |
| Albania            | 2023      | 10   | 3   |
| Albania            | 2024      | 6    | 2   |
| Tổng cộng          | Tổng cộng | 26   | 5   |

#### Bàn thắng quốc tế
Bàn thắng và kết quả của Albania được để trước.
| #  | Ngày                | Địa điểm                                     | Đối thủ        | Bàn thắng | Kết quả | Giải đấu                 |
| -- | ------------------- | -------------------------------------------- | -------------- | --------- | ------- | ------------------------ |
| 1. | 17 tháng 6 năm 2023 | Arena Kombëtare, Tirana, Albania             | Moldova        | 2–0       | 2–0     | Vòng loại UEFA Euro 2024 |
| 2. | 20 tháng 6 năm 2023 | Tórsvøllur, Tórshavn, Quần đảo Faroe         | Quần đảo Faroe | 1–0       | 3–1     | Vòng loại UEFA Euro 2024 |
| 3. | 7 tháng 9 năm 2023  | Fortuna Arena, Prague, Cộng hòa Séc          | Cộng hòa Séc   | 1–1       | 1–1     | Vòng loại UEFA Euro 2024 |
| 4. | 7 tháng 6 năm 2024  | Haladás Sportkomplexum, Szombathely, Hungary | Azerbaijan     | 1–0       | 3–1     | Giao hữu                 |
| 5. | 15 tháng 6 năm 2024 | Westfalenstadion, Dortmund, Đức              | Ý              | 1–0       | 1–2     | UEFA Euro 2024           |